# 求礼警察署
求礼警察署（クレけいさつしょ）は、全南地方警察庁所管の警察署である。

## 管轄区域
- 求礼郡

## 沿革
- 1945年10月21日 - 開署

## 組織
- 警務課
- 生活安全交通課
- 捜査課
- 情報保安課

## 管轄派出所
- 艮田派出所
- 光義派出所
- 馬山派出所
- 山東派出所
- 邑内派出所
- 土旨派出所

## 管轄治安センター
- 龍方治安センター
- 文尺治安センター
- 外谷治安センター